# Ngày Thiếu nhi
Ngày Thiếu nhi hay Ngày Trẻ em, Tết Nhi Đồng như là một sự kiện hay một ngày lễ dành cho thiếu nhi được tổ chức vào các ngày khác nhau ở nhiều nơi trên thế giới.
Liên Hợp Quốc đã quyết định ngày 20 tháng 11 là Ngày Thiếu nhi Thế giới (Universal Children's Day) nhưng để cho các quốc gia thành viên được tự quyền chọn ngày thiếu nhi cho riêng mình. Một số quốc gia thuộc Khối Xô Viết cũ  đã tổ chức Ngày Quốc tế Thiếu nhi (International Children's Day) vào ngày 1 tháng 6. Nhiều quốc gia tổ chức ngày trẻ em vào những ngày khác.

## Ngày lễ Độc lập và Thiếu nhi tại Thổ Nhĩ Kỳ

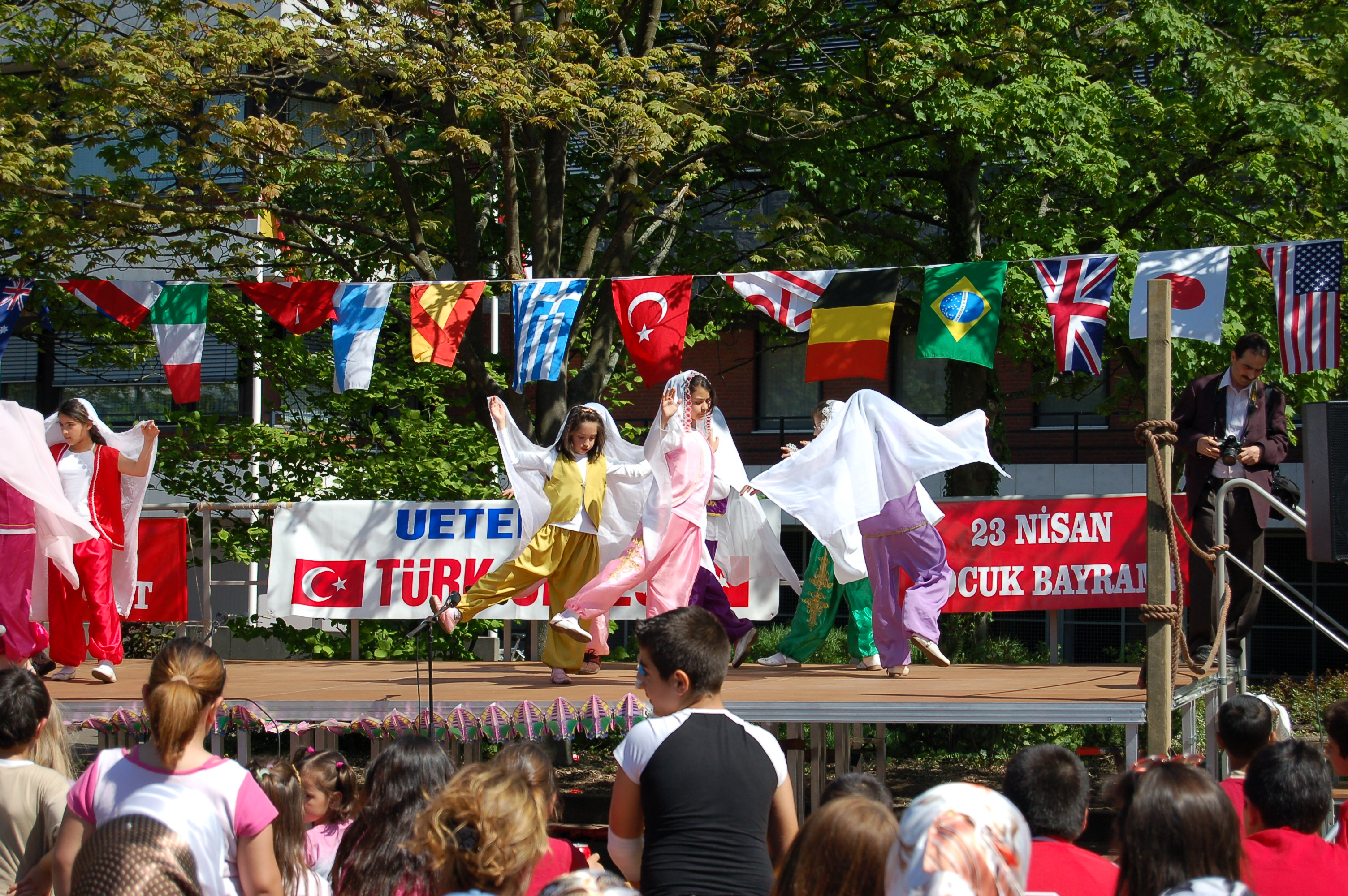
Lễ thiếu nhi Thổ Nhĩ Kỳ, ngày 23 tháng 4 năm 2007.

Ngày lễ hội Thiếu nhi được cho là có nguồn gốc và được tổ chức lần đầu tiên tại Thổ Nhĩ Kỳ. Ngày 23 tháng 4 năm 1920, Hội nghị Đại quốc dân Thổ Nhĩ Kỳ được thành lập và để kỷ niệm sự kiện này, chính phủ Thổ Nhĩ Kỳ đã tuyên bố ngày 23 tháng 4 là ngày nghỉ lễ quốc gia từ năm 1921. Ngày này cũng là Lễ hội Thiếu Nhi tại Thổ Nhĩ Kỳ (tiếng Thổ Nhĩ Kỳ: Çocuk Bayramı), được tổ chức hàng năm với các hoạt động ngoạn mục và các nghi lễ kéo dài một tuần. Một tuyên bố chính thức trên toàn quốc để làm rõ và biện minh cho lễ kỷ niệm này được công bố vào năm 1931 bởi người sáng lập và Tổng thống Cộng hòa Thổ Nhĩ Kỳ, Mustafa Kemal Atatürk.
Trong hai thập kỷ qua, các quan chức Thổ Nhĩ Kỳ đã cố gắng để quốc tế hóa ngày "Lễ Chủ quyền và Thiếu nhi" quan trọng này như việc mời các quốc gia bạn bè gửi trẻ em tới Thổ Nhĩ Kỳ tham gia vào các lễ hội. Năm 2007, 61 quốc gia có trẻ em tham gia và năm 2010 là từ 42 quốc gia (trong đó có Việt Nam).

## Ngày Quốc tế Thiếu nhi

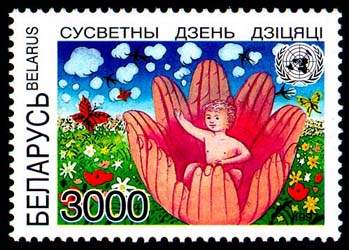
Tem Belarus mừng ngày thiếu nhi 1997.

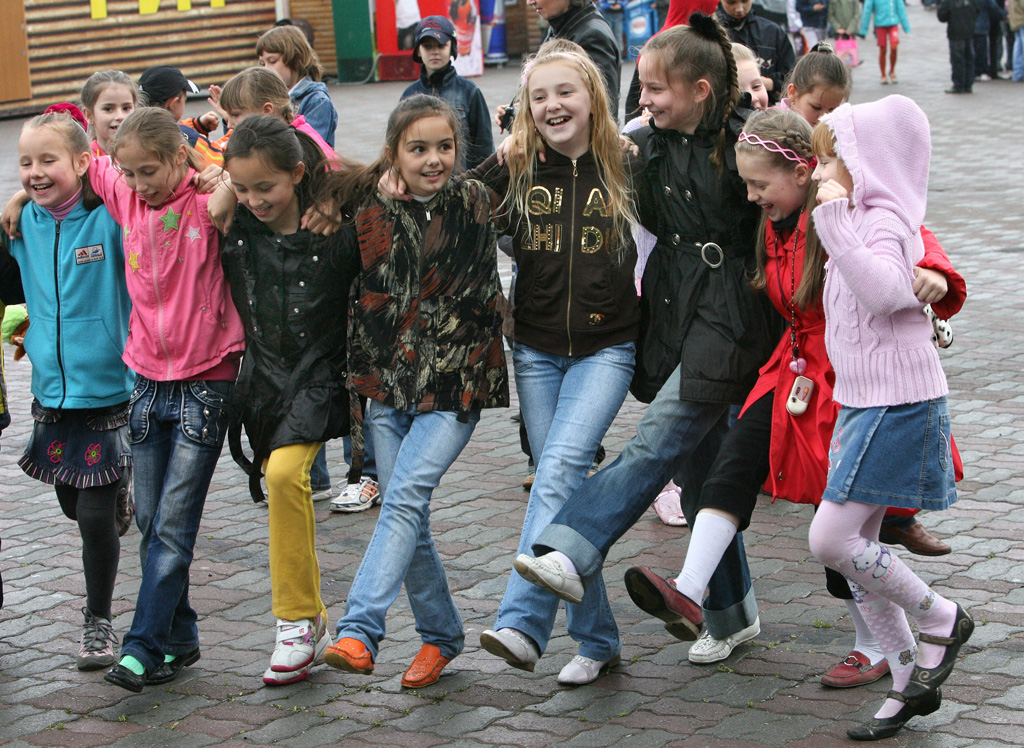
Nụ cười trên khuôn mặt các em bé tại Vladivostok năm 2009.

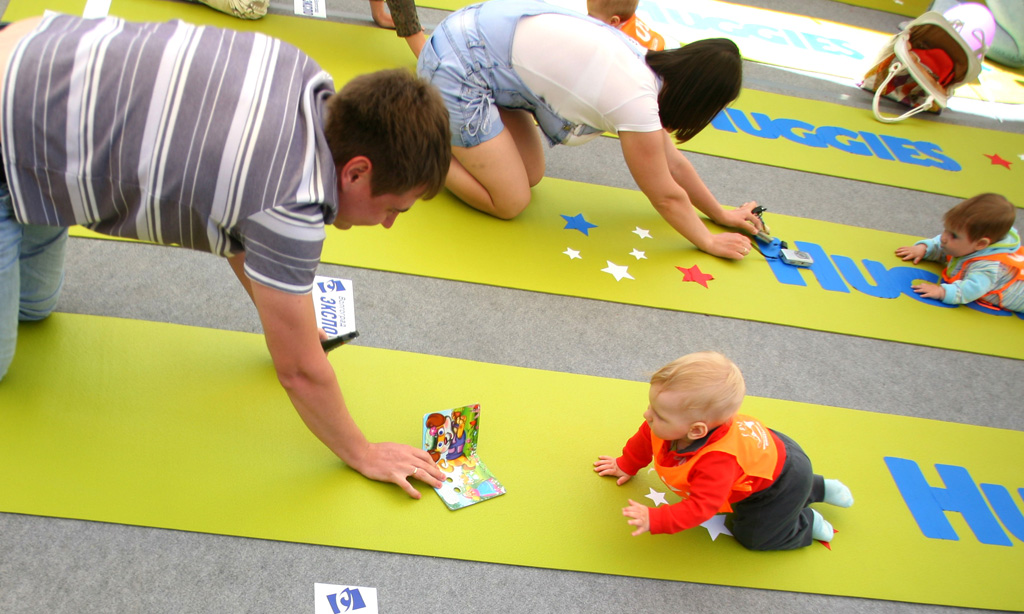
Tham gia tranh tài tại cuộc thi bé bò được tổ chức tại Volgograd trước ngày Quốc tế Thiếu nhi 2011.

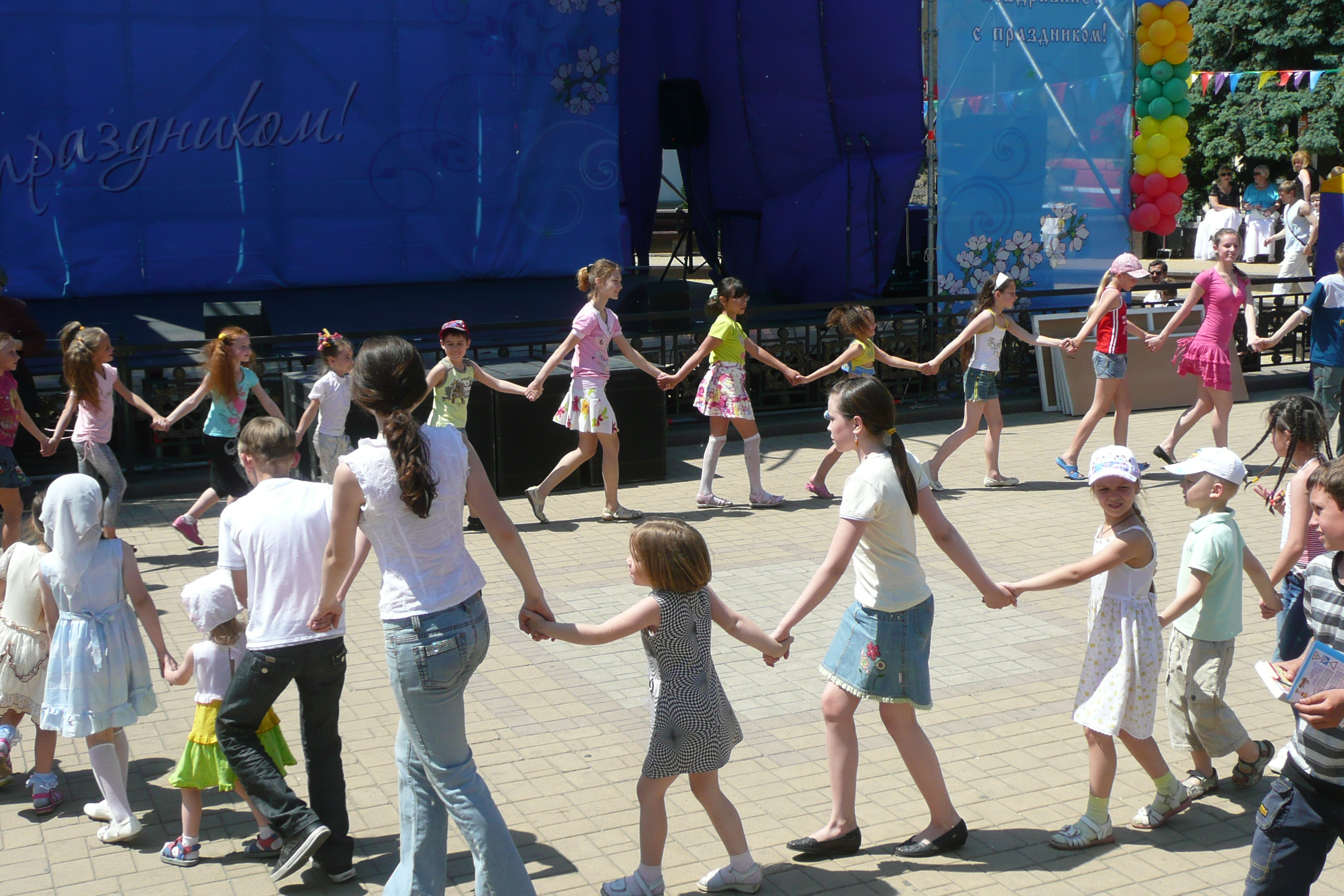
Ngày thiếu nhi tại Donetsk, Ukraine, năm 2011.

Ngày Quốc tế Thiếu nhi (ngày 1 tháng 6) (tại Việt Nam còn gọi là Tết Thiếu nhi) là ngày lễ vì trẻ em, vì thế hệ tương lai của loài người, đồng thời cũng là ngày nhắc nhở mọi người hãy bảo vệ và chăm sóc trẻ em tốt hơn.
Tháng 8 năm 1925, Hội nghị Thế giới vì Hạnh phúc Trẻ em (World Conference for the Well-being of Children) tại Geneva, Thụy Sĩ đã tuyên bố ngày 1 tháng 6 là ngày Quốc tế Thiếu nhi.
Chưa có giải thích chắc chắn do đâu mà ngày 1 tháng 6 được chọn: Một giả thuyết cho rằng Tổng Lãnh sự Trung Quốc tại San Francisco (Hoa Kỳ) đã tập hợp một số trẻ mồ côi Trung Quốc để chào mừng Lễ hội Thuyền rồng (Dragon Boat Festival) vào ngày 1 tháng 6 năm 1925, và cũng trùng hợp với hội nghị tại Geneva. Sau này ngày này được CHND Trung Hoa, Liên Xô và các nước đồng minh tiếp nhận.
Sau Thế chiến thứ 2, việc thành lập một Ngày quốc tế trẻ em hàng năm đã được đề xuất vào tháng 12 năm 1948 trong một nghị quyết của Đại hội Thế giới lần thứ hai của Liên đoàn Phụ nữ Dân chủ Quốc tế (Women's International Democratic Federation)  họp tại Budapest và được quyết định chính thức tại cuộc họp Hội đồng của Liên đoàn này trong tháng 11 năm 1949 tại Moskva và ngày 1 tháng 6 đã được thiết lập như là ngày của trẻ em. Ý tưởng này cũng được Liên đoàn Thanh niên Dân chủ Thế giới (World Federation of Democratic Youth) theo định hướng xã hội chủ nghĩa chấp nhận trong tháng 1 năm 1950. Ngày Quốc tế Thiếu nhi đầu tiên được tổ chức trong cùng năm đó vào ngày 1 tháng 6 năm 1950 và sau đó lan rộng ở nhiều quốc gia theo xã hội chủ nghĩa, lúc đó còn gọi là "ngày đấu tranh cho tương lai hạnh phúc và yên bình cho tất cả các trẻ em."
Ngày lễ được cử hành vào ngày 1 tháng 6 hằng năm. Ngày lễ thường được đánh dấu bằng các bài phát biểu về quyền của trẻ em và an sinh, các chương trình truyền hình trẻ em, các buổi tiệc, những hoạt động khác nhau liên quan hoặc dành riêng cho trẻ em, gia đình sinh hoạt ngoài trời,...
Khoảng 30 quốc gia đã từng có tổ chức Ngày Quốc tế Thiếu nhi như: Liên Xô  và các quốc gia liên minh trong Khối Xô Viết cũ như Armenia, Azerbaijan, Belarus, Estonia, Georgia, Kazakhstan, Kyrgyzstan, Latvia, Litva, Moldova, Montenegro, Tajikistan, Turkmenistan, Ukraina, Uzbekistan, Albania, Ba Lan, Bénin, Bosna và Hercegovina, Bulgaria, Croatia, Cuba, Czech, Slovakia, România, Serbia, Slovenia, Tanzania, Cộng hòa Dân chủ Đức (sau khi ly khai, một số quốc gia chọn ngày khác), và Angola, Campuchia, Ethiopia, Eritrea, Lào, Macedonia, Mông Cổ, Mozambique, CHDCND Yemen, CHND Trung Hoa và CHXHCN Việt Nam.

## Ngày Thiếu nhi Thế giới
Ngày Thiếu nhi Thế giới (World Children's Day), còn gọi là Ngày Thiếu nhi Phổ quát (Universal Children's Day) hay là Ngày Quốc tế về Quyền Trẻ em (International Day of Children's Rights) được tổ chức vào ngày 20 tháng 11 mỗi năm. Đầu tiên được Đại hội đồng Liên Hợp Quốc tuyên bố và khởi xướng vào năm 1954 để khuyến khích tất cả các nước thành viên ghi nhớ một ngày, trước hết là để thúc đẩy trao đổi và hiểu biết lẫn nhau giữa các trẻ em; và thứ hai để bắt đầu tăng cường hành động phát triển phúc lợi và thúc đẩy tạo an sinh của trẻ em trên thế giới. Nó cũng được chọn là ngày để kỷ niệm thời thơ ấu. Ngày Thiếu nhi Thế giới kế tiếp Ngày Quốc tế Nam giới vào 19 tháng 11 tạo ra một lễ kỷ niệm 48 giờ của nam giới và trẻ em tương ứng trong thời gian đó vai trò người lớn đóng góp tích cực trong cuộc sống của trẻ em và được công nhận.
Ngày lễ lần đầu tiên được tổ chức trên toàn thế giới trong tháng 10 năm 1953, dưới sự bảo trợ của Liên minh Quốc tế vì Phúc lợi Trẻ thơ (International Union for Child Welfare) tại Geneva. Ý tưởng về một ngày thiếu nhi đã được thông qua do Đại hội đồng Liên Hợp Quốc vào năm 1954.
Ngày 20 tháng 11 cũng là ngày đáng nhớ, khi Đại hội đồng Liên Hợp Quốc đã thông qua Tuyên bố về Quyền của Trẻ em vào ngày này năm 1959. Công ước về Quyền Trẻ em sau đó đã được ký kết trong cũng ngày này vào năm 1989, và đến nay được phê duyệt bởi 191 quốc gia. Theo công ước, trẻ em có quyền được sống trong 1 môi trường an toàn mà không bị phân biệt đối xử, trẻ em có quyền tiếp cận nước, thức ăn, được chăm sóc y tế, giáo dục và có tiếng nói trong các quyết định có ảnh hưởng đến hạnh phúc, phúc lợi của trẻ.
Qua ngày hôm nay, Liên Hợp Quốc muốn tạo sự quan tâm của thế giới đối với quyền lợi của trẻ em, thúc đẩy những nỗ lực vì sự phát triển trẻ nhỏ, đặc biệt trong lĩnh vực giáo dục và sức khỏe.
Trong tháng 9 năm 2012, Tổng Thư ký Ban Ki-moon của Liên Hợp Quốc đã thúc đẩy việc giáo dục trẻ em. Ông mong muốn mọi trẻ em có thể đến trường để cải thiện các kỹ năng cần thiết có được trong các trường học và thực hiện chính sách về giáo dục để thúc đẩy hòa bình, tôn trọng và quan tâm đến môi trường.
Ngày Thiếu nhi Phổ quát không chỉ đơn giản là một ngày để ăn mừng và vui chơi cho trẻ em, mà còn để mang lại nhận thức cho trẻ em trên toàn cầu và tưởng niệm những trẻ em qua đời vì bạo lực trong các hình thức lạm dụng, bị khai thác bóc lột và phân biệt đối xử. Trẻ em bị sử dụng là người lao động ở một số quốc gia, và bị cuốn hút trong các cuộc xung đột vũ trang, phải sinh sống trên các đường phố, và đau khổ bởi sự phân biệt đối xử về tôn giáo, chủng tộc, sắc tộc thiểu số, hoặc khuyết tật. Trẻ em cảm nhận những ảnh hưởng của chiến tranh và có thể bị tản cư, ly tán hoặc bị chấn thương về thể chất và tâm lý. Các hành vi vi phạm sau đây được mô tả trong thuật ngữ "trẻ em và xung đột vũ trang": bị tuyển dụng làm binh sĩ trẻ em, bị giết hoặc làm tàn tật, bị bắt cóc và các cuộc tấn công vào các trường học, bệnh viện và không cho phép những trợ giúp nhân đạo được tiếp cận. Hiện nay có khoảng 153 triệu trẻ em trong độ tuổi từ 5 đến 14 đang bị bắt buộc phải lao động trẻ em. Tổ chức Lao động Quốc tế (ILO) vào năm 1999 đã ra tuyên cáo "Cấm và hạn chế các hình thức tồi tệ nhất của lao động trẻ em", bao gồm nô lệ, mại dâm trẻ em và khiêu dâm trẻ em.
Một vài quốc gia coi Ngày Thiếu nhi Thế giới, ngày 20 tháng 11, như Ngày Thiếu nhi chính thức của mình như: Canada, Úc, Ai Cập, Pakistan, Hungary, Phần Lan, Thụy Điển, Thụy Sĩ, Pháp, Đan Mạch, Philippines, Israel, Thế giới Ả Rập,...

## Ngày Thiếu nhi khác theo quốc gia

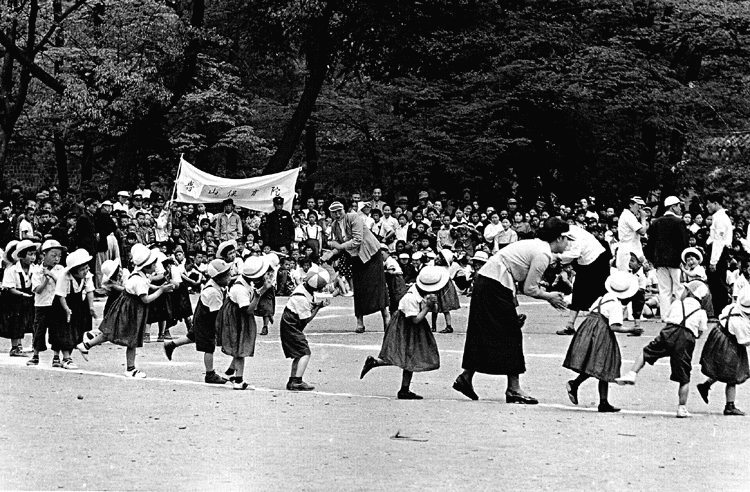
Ngày thiếu nhi tại Seoul, Hàn Quốc, 5/5/1954.

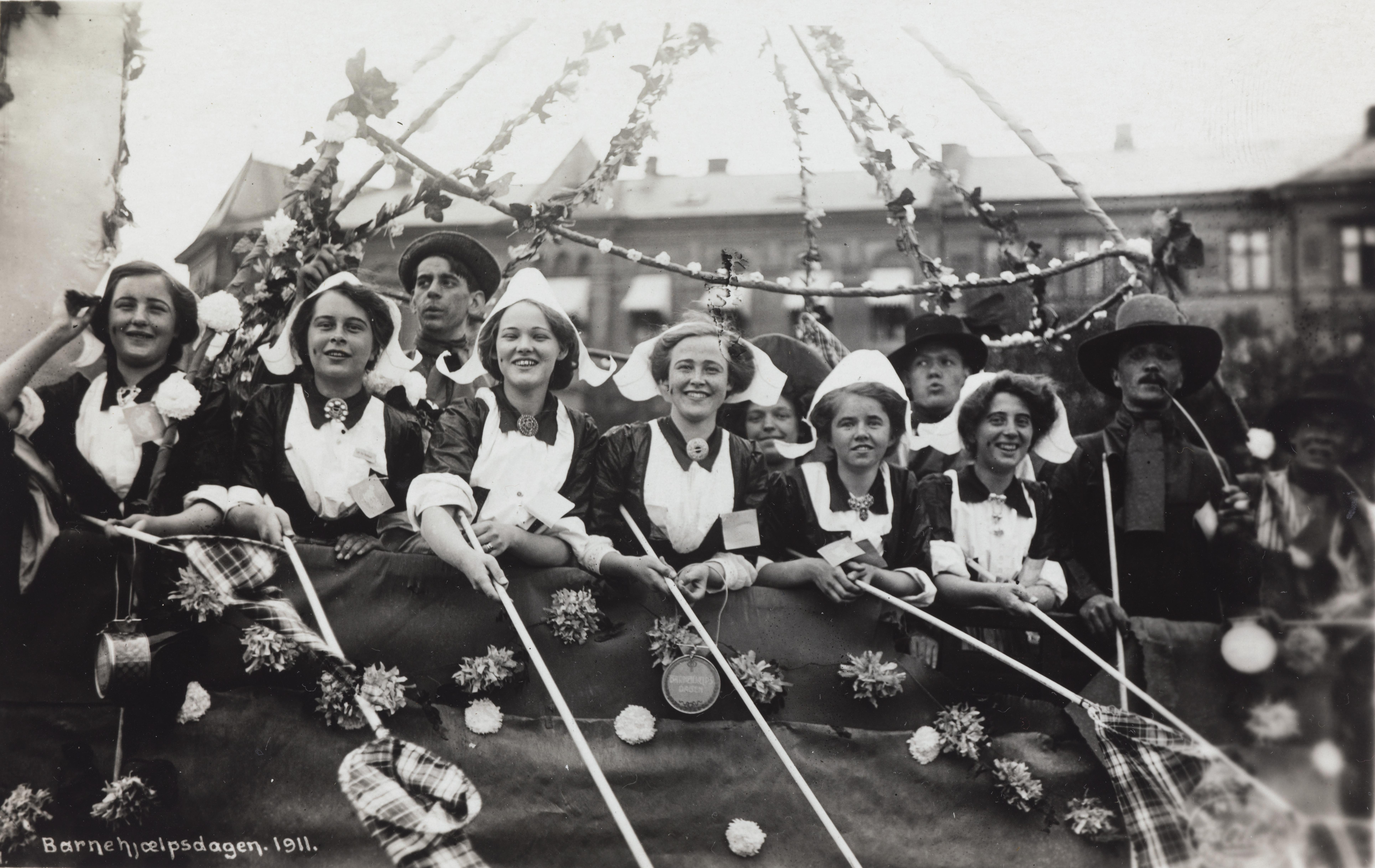
Ngày trẻ em ở Na Uy, năm 1911.

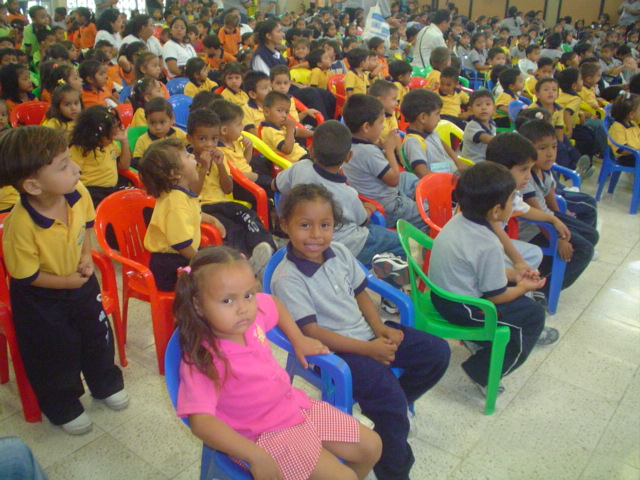
Ngày thiếu nhi Día del Niño tại Ecuador.

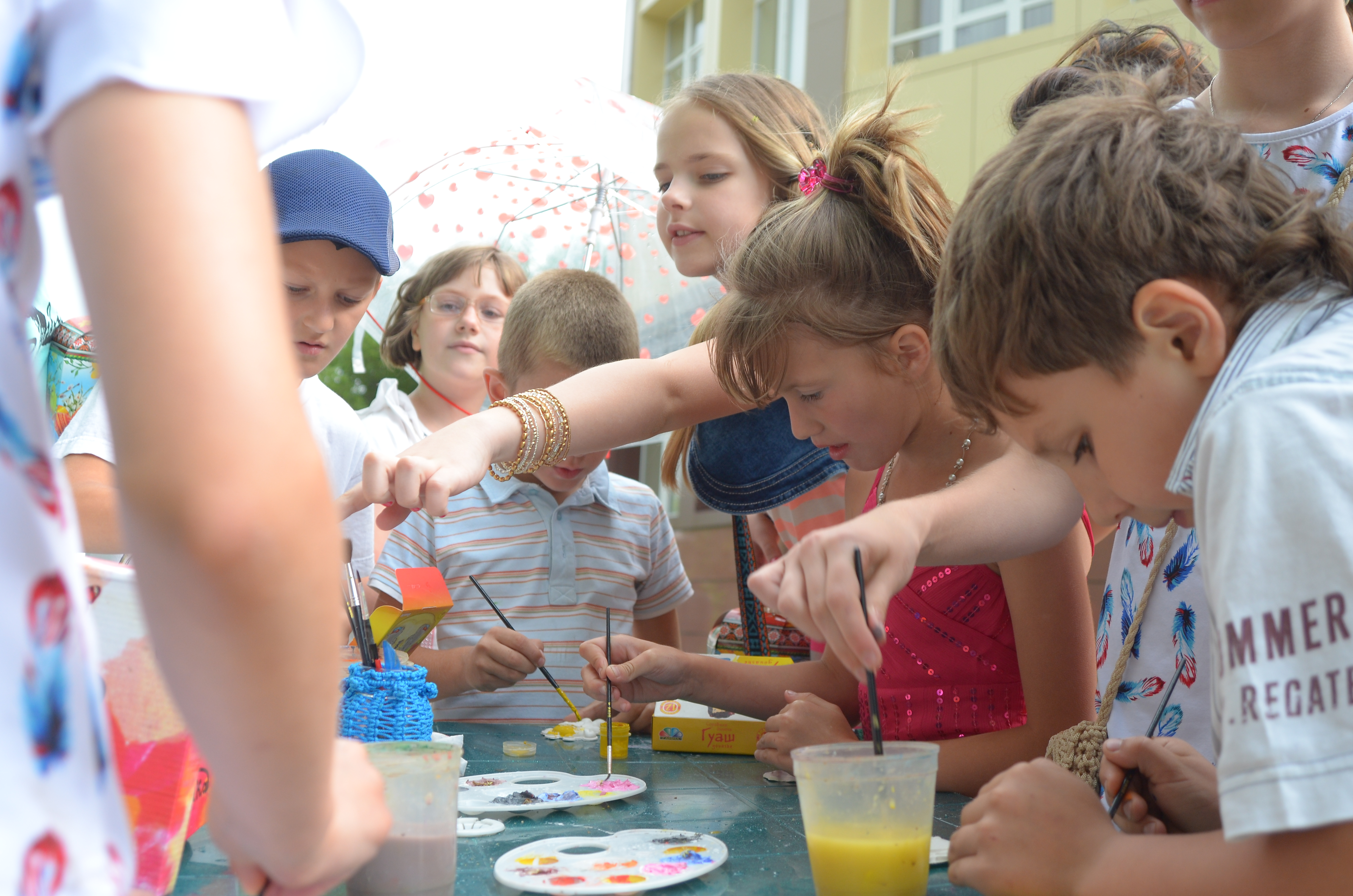
Ngày thiếu nhi tại Donetsk, Ukraina năm 2013.

Mặc dù đề nghị ngày 20 tháng 11, nhưng Liên Hợp Quốc lại để cho các quốc gia thành viên có thể tổ chức ngày Thiếu nhi của riêng nước mình vào các ngày tự chọn khác nhau như:
- Tại Thái Lan, Lào, Campuchia, Myanma,... là ngày thứ bảy của tuần thứ 2 trong Tháng Giêng (วันเด็กแห่งชาติ).
- Tại Hồng Kông, Đài Loan là ngày 4 tháng 4 (兒童節), cũng là ngày nghỉ lễ. Đài Loan tổ chức kỷ niệm ngày Phụ nữ cùng với ngày trẻ em vào cùng ngày 4 tháng 4 từ năm 1991, được gọi là "Ngày lễ tổng hợp của Phụ nữ và Trẻ em" (妇女节、儿童节合并假期). Từ năm 2011, Tết Thiếu nhi được khôi phục thành ngày lễ quốc gia, cả nước được nghỉ một ngày.
- Tại Thổ Nhĩ Kỳ là ngày 23 tháng 4, cũng là "Ngày lễ Chủ quyền Quốc gia và Ngày Trẻ em" (Ulusal Egemenlik ve Çocuk Bayramı) là ngày nghỉ lễ quốc gia.
- Tại Hàn Quốc là ngày 5 tháng 5 (어린이날), cũng là ngày nghỉ lễ chính thức từ năm 1970.[20]
- Tại Nhật Bản cũng là ngày 5 tháng 5 (子供の日, kodomo no hi?), cũng là ngày nghỉ lễ quốc gia chính thức từ năm 1948. Có một truyền thống lâu đời, từ thế kỷ thứ 8, ngày của trẻ em được tổ chức mỗi năm hai lần: Ngày 3 tháng 3 cho trẻ em gái và ngày 5 tháng 5 trọng tâm cho các bé trai. Vào ngày 3 tháng 3, còn được gọi là Lễ hội Búp bê, người Nhật trang trí các căn hộ gia đình của họ với bộ búp bê thời kỳ Heian truyền thống và hoa mận (hoa mơ) hoặc hoa đào, và uống Amazake (một thức uống truyền thống ngọt, ít cồn của Nhật Bản được làm từ gạo lên men). Vào ngày 5 tháng 5, còn được gọi là 端午 の 節句 (tango-no sekku, Lễ hội nam sinh), họ treo "cờ cá chép" Koinobori ở bên ngoài, trưng bày những con búp bê Samurai, và ăn bánh kashiwa mochi và chimaki (giống bánh ú).
- Tại Thụy Điển là ngày 13 tháng 5.
- Tại Hoa Kỳ không có ngày Thiếu nhi riêng cố định ở cấp quốc gia mà thường được tổ chức chung trong các Ngày của Mẹ, Ngày của Cha hoặc thay đổi theo thời kỳ. Từ năm 1856, linh mục Charles H. Leonard chọn ngày chủ nhật thứ hai trong tháng 6 là ngày trẻ em Kitô giáo tại Hoa Kỳ.[21] Tổng thống Bill Clinton đã tổ chức Ngày Thiếu nhi vào ngày 11 tháng 10 năm 1998,[22] để đáp ứng với một lá thư yêu cầu của một cậu bé sáu tuổi muốn có ngày của trẻ em. "Ngày trẻ em quốc gia" đã được Tổng thống George W. Bush công bố là ngày 3 tháng 6 năm 2001 và trong những năm tiếp theo vào ngày chủ nhật đầu tiên trong tháng Sáu.[23] Tại vài tiểu bang như bang Illinois, từ năm 2009, Thống đốc bang Pat Quinn đã tuyên bố ngày chủ nhật thứ hai trong tháng 6 là ngày của trẻ em,[24] từ năm 2011, Quận King, Washington tuyên bố ngày thiếu nhi là ngày 23 tháng 4,[25] và từ năm 2016, tại tiểu bang California là thứ bảy cuối cùng của tháng 4.[26]
- Tại Cuba, Panama, Venezuela là ngày Chủ nhật thứ ba của tháng 7.
- Tại Argentina, Tây Ban Nha, Ecuador là ngày chủ nhật thứ 2 trong tháng 8, gọi là ngày Día del Niño.[27]
- Tại Đức, Áo, Thụy Sĩ là 20 tháng 9 (Kindertag).[28][29]
- Tại Brasil là ngày 12 tháng 10 (tiếng Bồ Đào Nha: Dia das Crianças) chung với ngày "Đức Mẹ Aparecida" (Nossa Senhora da Conceição Aparecida), thánh mẫu bảo hộ của đất nước, cũng là ngày nghỉ lễ chính thức.
- Tại Úc, tuần lễ thiếu nhi là tuần lễ thứ tư của tháng 10 (trọng tâm vào ngày thứ bảy) với các chương trình chăm sóc trẻ em.[30]
- Tại Ấn Độ, Ngày thiếu nhi được tổ chức vào ngày 14 tháng 11, vào ngày sinh nhật của Jawaharlal Nehru, Thủ tướng đầu tiên của Ấn Độ độc lập. Sau khi ông qua đời vào ngày 27 tháng 5 năm 1964, sinh nhật của ông được chọn là Ngày Bal Diwas hoặc Ngày thiếu nhi ở Ấn Độ.[31]
- Một số quốc gia khác tại châu Phi như Congo, Cameroon, Guinea, Gabon, Chad tổ chức vào ngày 25 tháng 12.
- Tại một số quốc gia, còn có thêm ngày Thiếu nhi khác như tại Trung Quốc và Việt Nam có thêm Tết Trung Thu.